# Місячні вири

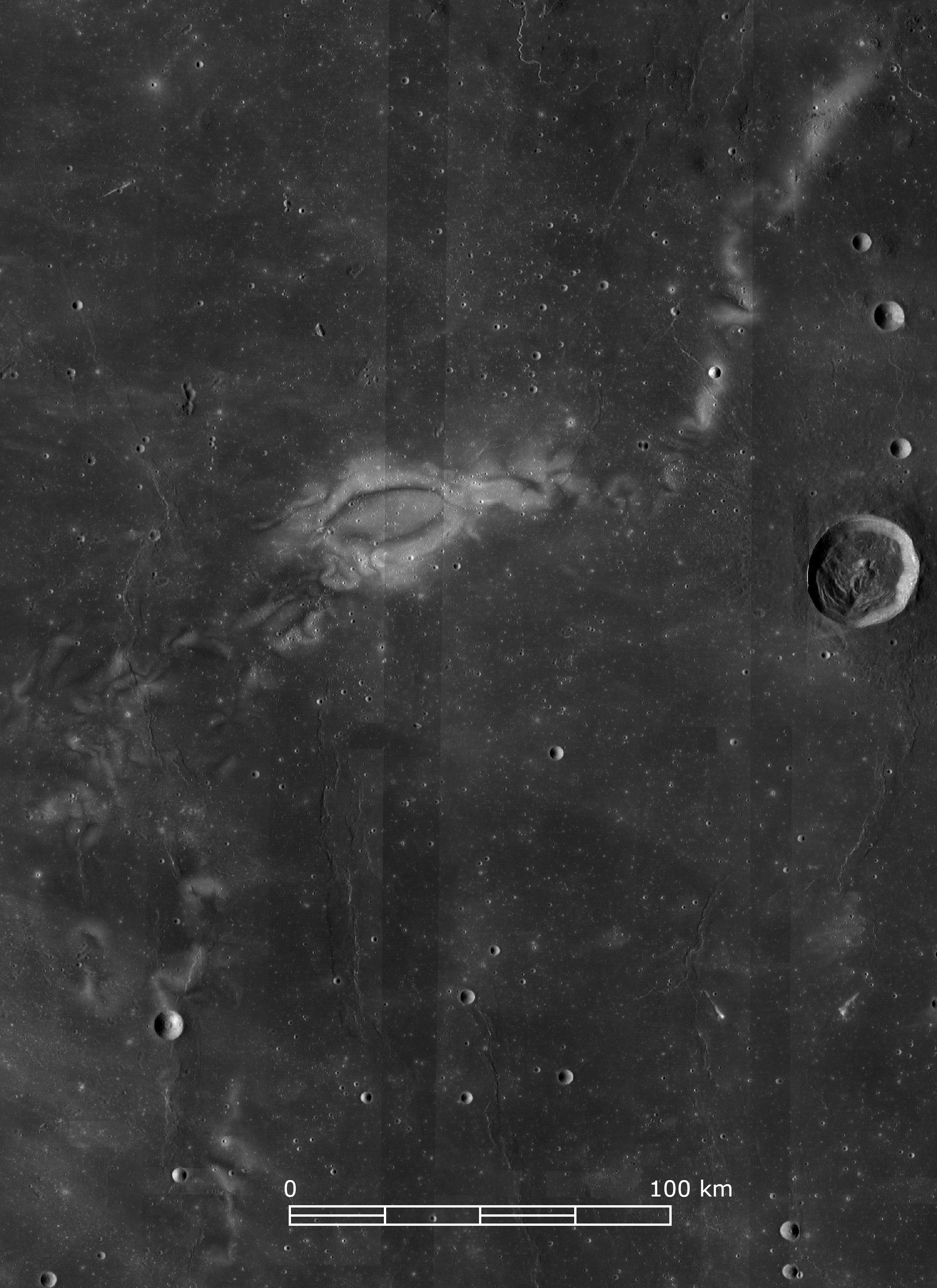
Структура Рейнер Гамма (Reiner Gamma).

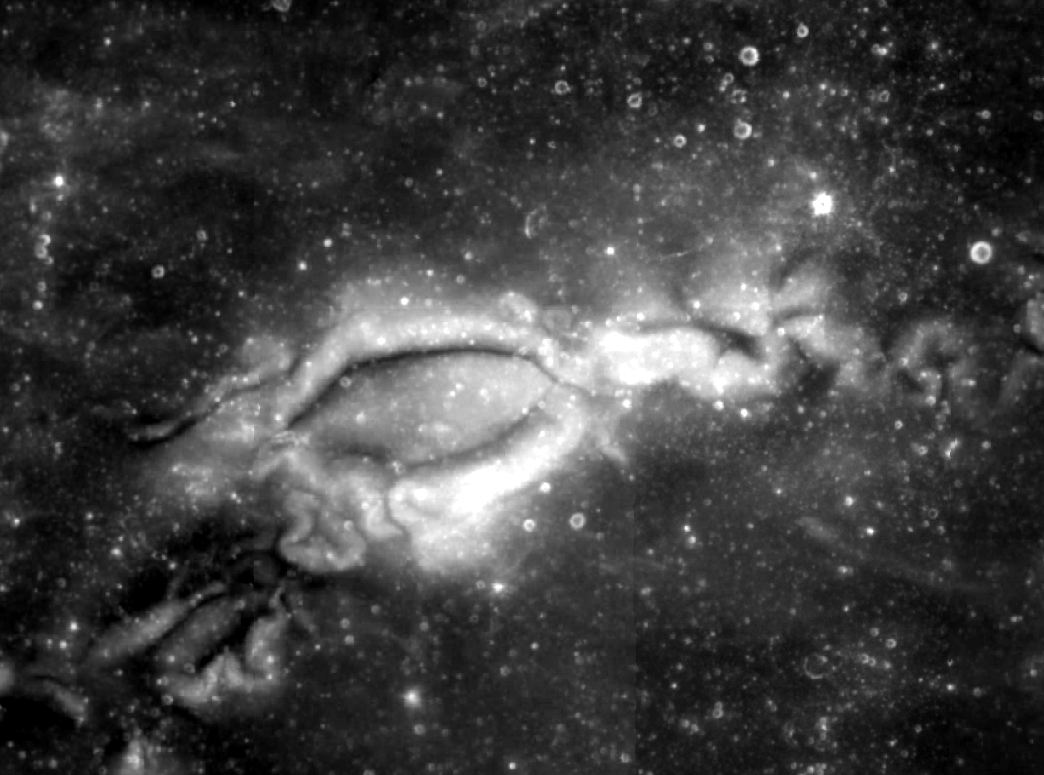
Інший вигляд Reiner Gamma

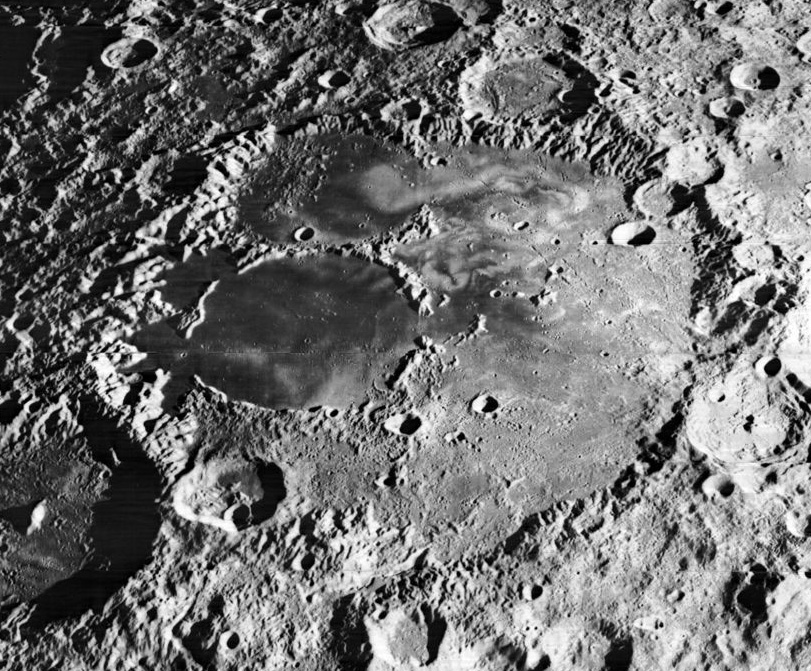
Басейн Моря Мрії. Добре видно кільцевий вал. Знімок зонда Lunar Orbiter 2 (1966), погляд із півночі.

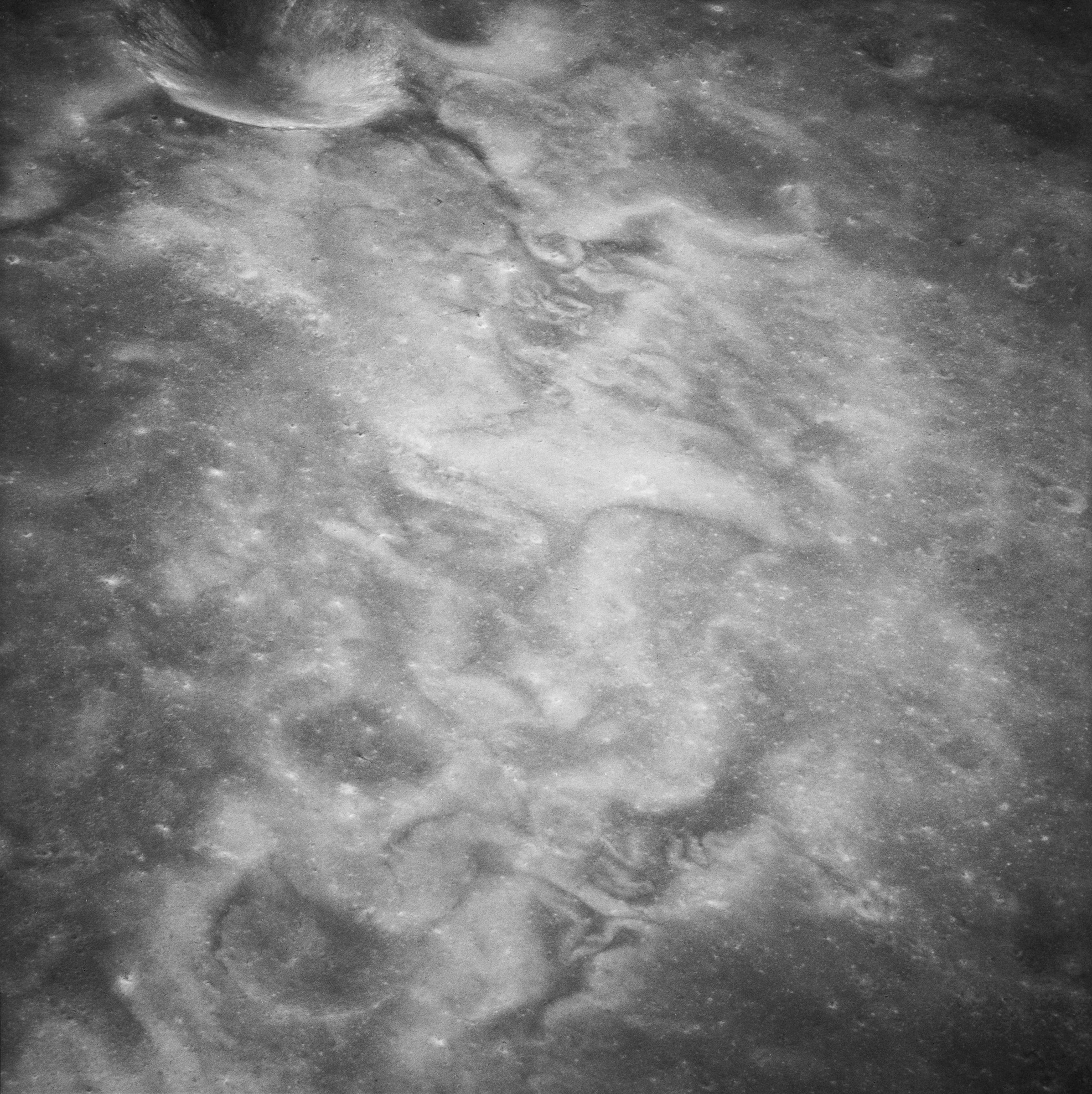
Вихри на схід від кратера Фірсов, від Аполлон-10

Місячні вири — це загадкові деталі, виявлені на поверхні Місяця, які характеризуються високим альбедо.

## Загальна характеристика
Місячні вири виглядають оптично незрілими (тобто мають оптичні характеристики молодого реголіту) і (часто) мають звивисту форму. Їхня криволінійна форма часто підкреслюється областями з низьким альбедо, які в'ються між яскравими завитками. Вони, здається, покривають місячну поверхню, накладені на вершини кратерів і викинутих відкладень. Вири виявлено на місячних морях і нагір'ях — вони не пов'язані з конкретним літологічним складом. Вихори на морях характеризуються сильними контрастами альбедо і складною звивистою морфологією, тоді як вири на високогір'ї здаються менш помітними і мають простіші форми, такі як одиночні петлі або яскраві дифузні плями.

## Зв'язок із магнітними аномаліями
Місячні вири збігаються з областями магнітного поля Місяця з відносно високою силою на планетарному тілі, у якого немає і, можливо, ніколи не було активного динамо-ядра, за допомогою якого можна було б генерувати власне магнітне поле. З кожним завихренням пов'язана магнітна аномалія, але не кожна магнітна аномалія має ідентифіковане завихрення. Картування орбітального магнітного поля субсупутниками Apollo 15 і 16 Lunar Prospector і Kaguya показують регіони з локальним магнітним полем. Оскільки в Місяця нині немає активного глобального магнітного поля, ці регіональні аномалії є областями залишкового магнетизму; їх походження залишається не з'ясованим.

## Моделі формування
Існує три провідні моделі (гіпотези) формування завихрень. Кожна модель повинна враховувати дві характеристики формування місячних завихрень:
- Місячні вихри є оптично незрілими.

- Місячні вихри пов'язані з магнітними аномаліями.

Моделі створення магнітних аномалій, пов'язаних з місячними завихреннями, вказують на те, що деякі з магнітних аномалій є протилежними до більш молодих, великих ударних басейнів на Місяці.

### Кометна гіпотеза
Ця теорія пояснює високе альбедо вихрів результатом зіткнення з кометою. Удар спричинить очищення верхнього поверхневого реголіту турбулентним потоком газу та пилу комети, що оголить свіжий матеріал і повторно відкладе дрібний, очищений матеріал у окремі відкладення. Згідно з цією моделлю, пов’язані з цим сильні магнітні аномалії є результатом намагнічування приповерхневих матеріалів, нагрітих вище температури Кюрі, через зіткнення газу з підвищеною швидкістю та мікроудари під час впливу комети на поверхню. 

### Гіпотеза захисту від сонячного вітру
Ця гіпотеза припускає, що завихрення утворюються тому, що реголіт більш світлого кольору захищений від сонячного вітру через магнітну аномалію. Завихрення являють собою відкриті силікатні матеріали, альбедо яких було вибірково збережено завдяки впливу космічного вивітрювання через відхилення іонного бомбардування сонячного вітру. Згідно з цією моделлю, оптичне дозрівання оголених силікатних поверхонь є результатом бомбардування іонами сонячного вітру. Ця модель припускає, що утворення завихрення є тривалим процесом, який почався після створення магнітної аномалії.
Математичне моделювання, проведене в 2018 році, показало, що лавові трубки могли стати магнітними під час охолодження, що створило б магнітне поле, відповідне спостереженням поблизу місячних завихрень.

### Модель транспортування пилу
Модель переносу пилу передбачає, що слабкі електричні поля, створені взаємодією між магнітними аномаліями та плазмою сонячного вітру, можуть притягувати або відштовхувати електрично заряджений дрібний пил. Високий альбедо, характерний для польовошпатового матеріалу, що є домінуючим компонентом найдрібніших частинок місячного ґрунту. Електростатичний рух пилу, що піднімається над поверхнею, може призвести до того, що цей матеріал переважно накопичується та утворює яскраві петлі вихору.

## Інтернет-ресурси
- Ute Kehse: Das Geheimnis der Mondwirbel [Архівовано 9 квітня 2015 у Wayback Machine.]; auf Bild der Wissenschaft online
- swirl [Архівовано 29 лютого 2020 у Wayback Machine.] auf The-Moon Wiki
- Tony Phillips: Lunar swirls [Архівовано 19 листопада 2021 у Wayback Machine.]; auf NASA science news
- Georgiana Kramer: Derivation of the Moon's Mineralogy, Chemistry, & Maturity from Reflected Light and the Anomaly of the Lunar Swirls. [Архівовано 19 листопада 2021 у Wayback Machine.] (PDF; 10 MB)
- Swirl Albedo (LMA) [Архівовано 19 листопада 2021 у Wayback Machine.]; auf Flickr.com
- Лунные водовороты